# George B. Crist

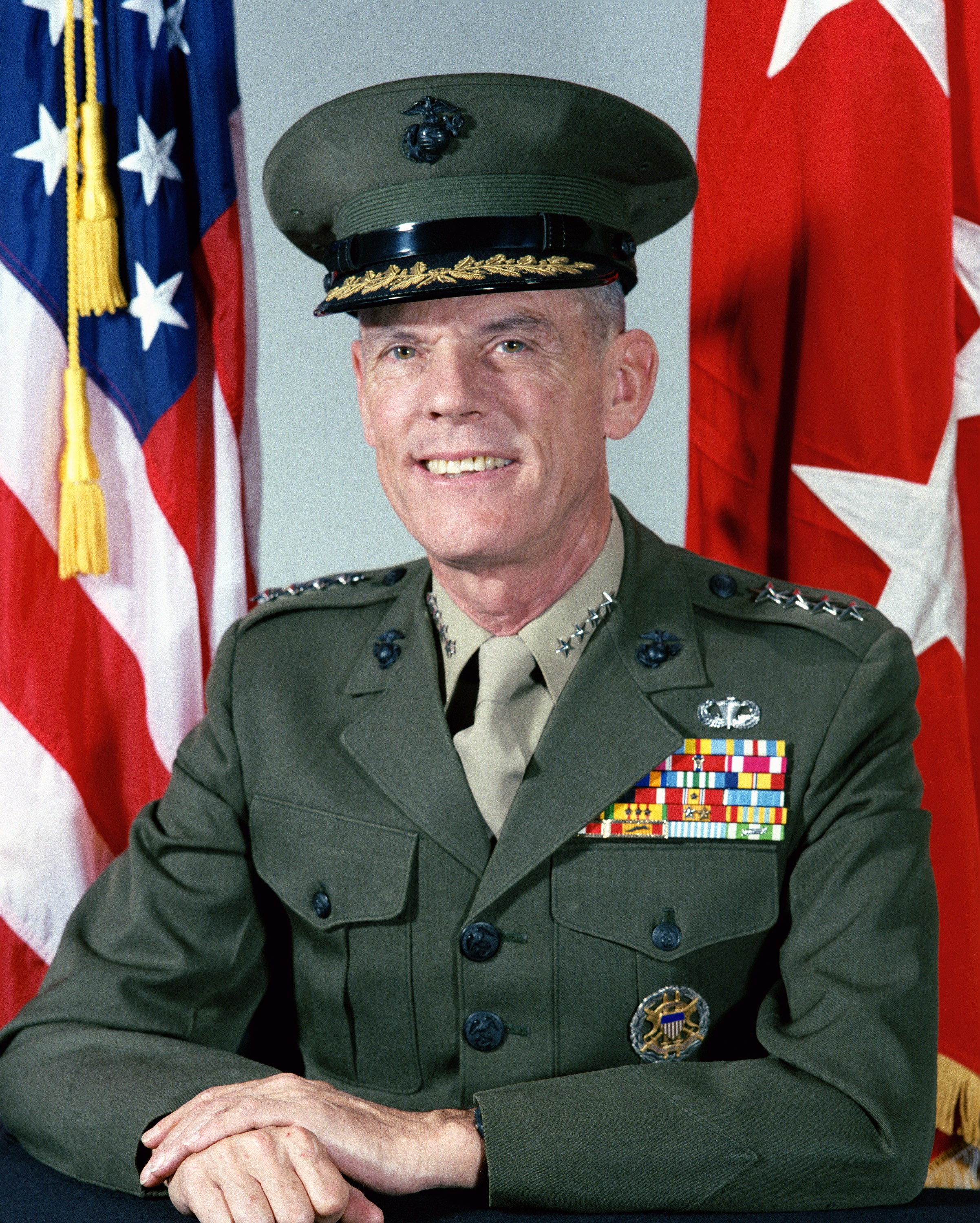
George B. Crist (1985)

George Brainard Crist (* 23. Januar 1931 in Hartford, Connecticut; † 26. Juli 2024 in Beaufort, South Carolina) war ein General des United States Marine Corps und von 1985 bis 1988 Kommandeur des United States Central Command, des zuständigen US-Regionalkommandos für den Nahen Osten. Er war der erste Marine, der ein Unified Combatant Command übernahm.

## Militärische Laufbahn
Crist wurde als Sohn eines US-Navy-Offiziers geboren. Er schloss die Villanova University 1952 als NROTC-Student mit Auszeichnung ab und erhielt sein Offizierspatent als Second Lieutenant.
Als Lieutenant diente er in allen drei aktiven US-Marineinfanteriedivisionen, einschließlich der 1. US-Marineinfanteriedivision in Korea. Nach seiner Rückkehr in die Vereinigten Staaten wurde er 1955 als Captain in das Hauptquartier des US Marine Corps, die Marine Barracks Washington, versetzt, wo er u. a. als Adjutant im Weißen Haus unter US-Präsident Dwight D. Eisenhower diente. 1959 absolvierte er die Advanced Infantry Officers' School in Fort Benning, Georgia, und wurde anschließend zur neu aufgestellten US Naval Mission to the Republic of Haiti versetzt. 1963 wurde Crist zur 2. US-Marineinfanteriedivision versetzt und wurde mit einem Bataillon während der Kuba-Krise in der Karibik eingesetzt. Später als assistierender Operationsoffizier (G-3) der Division absolvierte er die Luftlandeausbildung in Fort Benning.
Seine erste Stationierungszeit (tour of duty) im Vietnamkrieg absolvierte er 1965 als Militärberater des vietnamesischen Generalstabs und nahm an verschiedenen Kampfhandlungen teil. 1966 kehrte er in die Vereinigten Staaten zurück und diente als Aide-de-camp des Vorsitzenden der Joint Chiefs of Staff, General Earle G. Wheeler. In dieser Verwendung wurde er zum Lieutenant Colonel befördert. Nach seinem Abschluss am Armed Forces Staff College übernahm er 1968 das 2. Bataillon, 6. US-Marineinfanterieregiment, 2. US-Marineinfanteriedivision in Camp Lejeune, North Carolina. 1971 schloss er dann das Air War College ab und erhielt einen Master in Politikwissenschaft der Auburn University. 1972 kehrte er dann zurück in den Fernen Osten und diente in seiner zweiten Runde in Vietnam, diesmal als Bataillonskommandeur der 3. US-Marineinfanteriedivision und danach mit der 9th Marine Amphibious Brigade während der nordvietnamesischen Offensive von 1972.
Nach der Rückkehr aus Vietnam diente er drei Jahre lang im Hauptquartier des Marine Corps. Während dieser Zeit wurde er auch zum Colonel befördert. Im Sommer 1975 wurde Crist in das Hauptquartier der Fleet Marine Force Atlantik in Norfolk, Virginia, versetzt und diente dort als assistierender Stabschef für Operationen (G-3), als Stabschef und nach seiner Beförderung zum Brigadier General als stellvertretender Kommandeur. 1978 wurde er nach Europa versetzt und diente dort als stellvertretender Direktor für Operationen (J-3) des US European Command unter den Generalen Alexander M. Haig, Jr. und Bernard W. Rogers. Während dieser Zeit war er an einer Reihe von Operationen zwischen Vorderasien und Afrika beteiligt.
Nach seiner Beförderung zum Major General kehrte Crist zurück in die Vereinigten Staaten und diente dort als stellvertretender Stabschef der US Army für Reserveangelegenheiten. Zwei Jahre später folgte eine Verwendung als Vize-Direktor der Joint Staff in Washington, D.C. 1984 wurde Crist dann zum Lieutenant General befördert und diente zuerst als stellvertretender Stabschef für Einrichtungen und Logistik und als Quartermaster General und danach als Stabschef des Hauptquartiers des US Marine Corps unter General Paul X. Kelly. Im November 1985 wurde er schließlich zum General befördert und übernahm am 27. November das Kommando über das US Central Command auf der MacDill Air Force Base in Florida. Während dieser Verwendung kommandierte er die Operation Earnest Will, eine Operation zum Schutz von kuwaitischen Öltankern vor iranischen Angriffen im persischen Golf während des Tankerkrieges im Ersten Golfkrieg, sowie die Operation Prime Chance, eine Geheimoperation ebenfalls zum Schutz gegen iranische Marineangriffe und die Operation Praying Mantis, eine Seeschlacht zwischen der US Navy und der iranischen Marine. Crist gab diesen Posten am 23. November 1988 an General Norman Schwarzkopf junior ab und trat am 1. Dezember in den Ruhestand.

## Auszeichnungen
Auswahl der Dekorationen, sortiert in Anlehnung der Order of Precedence of Military Awards:
- Defense Distinguished Service Medal (2 ×)
- Defense Superior Service Medal
- Legion of Merit
- Bronze Star
- Meritorious Service Medal
- Air Medal (2 ×)
- Joint Service Commendation Medal
- Navy Occupation Service Medal
- National Defense Service Medal (2 ×)
- Korean Service Medal
- Vietnam Service Medal (4 ×)